# Teufelskerle des Ozeans
Teufelskerle des Ozeans (Originaltitel: Torpedo Alley) ist ein US-amerikanischer Spielfilm in Schwarzweiß aus dem Jahr 1952 von Lew Landers. Das Drehbuch verfassten Sam Roeca und Warren Douglas. Die Hauptrollen sind mit Mark Stevens, Dorothy Malone und Charles Winninger besetzt. Ins Kino kam das Werk erstmals am 19. Dezember 1952 in New York City. In der Bundesrepublik Deutschland konnte man den Film erst vom 6. Dezember 1957 an auf der Leinwand sehen. 

## Handlung
Beim Absturz eines amerikanischen Transportflugzeuges hat nur der Pilot, Leutnant Bob Bingham, überlebt. Jetzt treibt er als „Schiffbrüchiger“ auf dem Meer. Zu seinem Glück wird er von der Besatzung eines U-Bootes aufgefischt. Binghams Sorge, er könnte am Tod seiner beiden Kameraden schuldig sein, lässt ihm keine Ruhe. Nach einiger Zeit entschließt er sich, ein neues berufliches Leben bei der Kriegsmarine zu beginnen. Sein Ziel ist, Kommandant eines U-Bootes zu werden. Auf dem Übungsplatz trifft er wieder auf Commander Heywood und den Ersten Ingenieur Gates, die ihn damals auf hoher See gerettet haben. Bald verbindet Bingham eine enge Freundschaft mit der Krankenschwester Susan Peabody. 
Im Juni 1950 bricht der Koreakrieg aus. In diesem unterstützen die Vereinigten Staaten die Truppen Südkoreas. Heywood und Gates übernehmen das Kommando eines U-Bootes. Zu der Besatzung gehören auch Bingham und sein neuer Freund Graham. Im Rahmen eines Sonderkommandos werden Bingham und Gates beauftragt, eine Brücke zu sprengen. Bei der Ausführung finden zwei Männer den Tod; Gates und Bingham werden schwer verwundet. Aber die strategisch so bedeutsame Brücke konnte zerstört werden.
Auf dem Lazarettschiff, das die beiden Verletzten geborgen hat, ist Susan als Krankenschwester im Einsatz. Bingham merkt, dass sie sich große Sorgen um seine Gesundheit macht. Jetzt ist er überzeugt, dass nicht nur er sie, sondern sie auch ihn liebt.

## Hintergrund
Der noch unbekannte Charles Bronson hatte in diesem B-Movie eine kleine Rolle als U-Boot-Matrose, sein Auftritt umfasst allerdings nur rund 17 Sekunden. Im englischsprachigen Raum ist der Film auch unter dem Titel Down Periscope bekannt.

## Kritik
Das Lexikon des Internationalen Films zieht folgendes Fazit: „Zweitklassiger Werbefilm der US-Marine, der die im Sachteil vorgeführten Ausbildungsmethoden mit einer nachlässig eingebauten Spielhandlung zur Zeit des Koreakrieges verbindet.“

## Quelle
- Programm zum Film: Illustrierte Film-Bühne, Vereinigte Verlagsgesellschaften Franke & Co., München, Nummer 4095